# 丹彤
丹彤（1918年1月—1995年3月7日），又名丹立枢，男，山东冠县人，中华人民共和国政治人物，曾任国家民族事务委员会副主任、党组副书记，中国伊斯兰教协会副主任、中华全国青年联合会副主席，农业机械部副部长。第三届全国人大代表，第五、六、七届全国政协委员。